# 개릿 클레이턴
개릿 클레이턴(Garrett Clayton, 1991년 3월 19일 ~ )은 미국의 배우이다.

## 출연 작품
- 인퍼머스 (2020)
- 비트윈 월즈 (2018)
- 데스 콜 (2016)
- 웰컴 투 윌리츠 (2016)
- 헤어스프레이 라이브! (2016)
- 킹 코브라 (2016)
- 틴 비치 무비 2 (2015)
- 틴 비치 무비 시즌1 (2013)
- 킬링 게임 (2013)